# Parathiodina compta
Parathiodina compta är en spindelart som beskrevs av Bryant 1943. Parathiodina compta ingår i släktet Parathiodina och familjen hoppspindlar. Inga underarter finns listade i Catalogue of Life.